# Christian Gottlob Barth

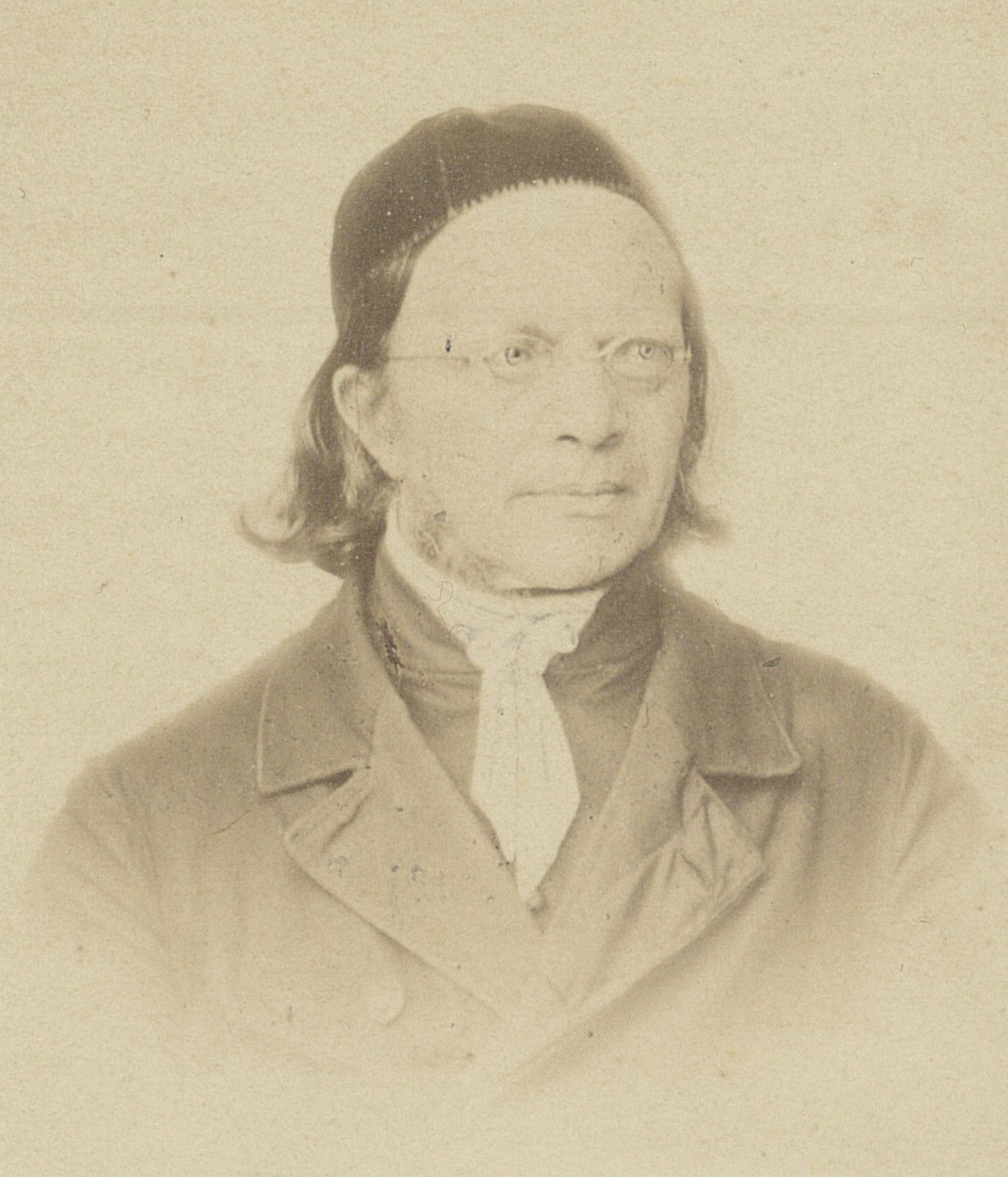
Christian Gottlob Barth, fotografiert von Friedrich Brandseph

Christian Gottlob Barth (* 31. Juli 1799 in Stuttgart; † 12. November 1862 in Calw) war ein deutscher evangelischer Pfarrer, Pietist, Schriftsteller und Verleger. 

## Leben
Barth ist dem württembergischen Pietismus zuzuordnen und gilt als einer der „Väter“ der dortigen Erweckung im 19. Jahrhundert.
Er war von 1834 bis 1838 Pfarrer in Möttlingen und wirkte anschließend im Calwer Verlagsverein (gegründet 1833), wo er sich für die Verbreitung christlicher Volksliteratur einsetzte. Das Pfarramt in Möttlingen wurde anschließend von Johann Christoph Blumhardt übernommen (1838–1852); durch dessen seelsorgerliche Bemühungen um eine kranke Frau, Gottliebin Dittus, erfuhr der Ort später eine weitreichende Bekanntheit infolge der damit verbundenen Besessenheits- bzw. Spukphänomene.
Bei Reisen nach England und Schottland lernt er die Evangelische Allianz kennen.
Barth ist Dichter vieler Lieder, die teilweise auch Aufnahme in Kirchengesangbücher gefunden haben. Im aktuellen Evangelischen Gesangbuch finden sich das Lied „Der du in Todesnächten“ (EG 257) und einige Strophen zu „Sonne der Gerechtigkeit“ (EG 262).
Die von ihm 1832 verfassten „Zweymal zwey und fünfzig biblische Geschichten für Schulen und Familien“ avancierten mit 483 Auflagen und Übersetzungen in 87 Sprachen in über 4 Millionen verkauften Exemplaren zu einem „weltweiten Bestseller“ und zum „am weitesten verbreiteten Buch evangelischer Provenienz“. Das Buch ist eine Kinderbibel im Geiste der Erweckung, die im Titel der bekannten Kinderbibel Johann Hübners aus dem Jahre 1714 gleicht.
Zahlreiche Auflagen erlebte seine 1843 erstmals erschienene Geschichte von Württemberg. Dort findet sich folgende Eloge: „Der geneigte Leser muß vor allen Dingen wissen, daß es zwei gelobte Länder in der Welt gibt, das eine ist das Land Canaan oder Palästina, das andere ist Württemberg!“
Das Gesamtwerk Barths umfasst neben seinen Liedern über 600 Titel. Zudem hat er mehrere Periodika (mit-)begründet oder herausgegeben.
Christian Gottlob Barth war bekannt für seine umfangreiche völkerkundliche Sammlung, die durch die für ihn weltweit arbeitenden Missionare stetig erweitert wurde. Wichtige Stücke gab er dabei an das damalige Naturaliencabinett in Stuttgart und an die Universität in Tübingen ab.
1845 wurde er zum korrespondierenden Mitglied der Bayerischen Akademie der Wissenschaften gewählt. 1848 wurde er Ehrenmitglied des Vereins für vaterländische Naturkunde in Württemberg.
Ihm wird ein bekannter Ausspruch zugeschrieben: „Wer nicht an die Allversöhnung glaubt, ist ein Ochs; wer sie aber lehrt, ist ein Esel.“

## Gedenktag
12. November im Evangelischen Namenkalender.

## Bibliographie
- Werner Raupp: Bibliographia Barthiana, in: Christian Gottlob Barth (w.u., Lit., Monogr., Aufs.), S. 177–292 (Ungedruckte Quellen: Autographen aus etwa 80 Archiven, gedruckte Quellenwerke: über 600 Titel, Lieder in Auswahl, 9 Periodika, Sekundärlit.).

## Werke (Auswahl)
- Über die Pietisten mit besonderer Rücksicht auf die Württembergischen und ihre neuesten Verhältnisse. Nebst einem Anhang über den Plan der neuen religiösen Gemeinden, über Bruder Ulrich, und über Tractatgesellschaften. Fues, Tübingen 1819.
- Süddeutsche Originalien. In Fragmenten gezeichnet von ihnen selbst. Bengel, Oetinger, Flattich. Löflund, Stuttgart 1828. (Digitalisat Band 1), (Band 2), (Band 3: Flattich, Hahn, Hosch), (Band 4: Hahn, Hosch und Andere)
- Setma, das türkische Mädchen. Eine Erzählung für Christenkinder vom Verfasser des „armen Heinrich“. Steinkopf, Stuttgart 1833. (Digitalisat)
- Zwiespalt und Einung der Gläubigen. Steinkopf, Stuttgart 1835. (Digitalisat)
- Johann Schmidgall's Jugendjahre. Eine Erzählung für Christenkinder. Steinkopf, Stuttgart 1836.
- Christliche Gedichte. Steinkopf, Stuttgart 1836. (Digitalisat)
- Biblische Naturgeschichte für Schulen und Familien. Steinkopf, Stuttgart 1836. (Digitalisat)
- Der arme Heinrich, oder die Pilgerhütte am Weissenstein. Eine Erzählung für Christenkinder. Stuttgart 1838.
- Der Pietismus und die spekulative Theologie. Sendschreiben an Herrn Diakonus Dr. Märklin in Calw. Steinkopf, Stuttgart 1839. (Digitalisat)
- Lieder und Gedichte für Christen-Kinder vom Verfasser des „armen Heinrich“. Steinkopf, Stuttgart 1842. (Digitalisat)
- Der Engel des Bundes. Ein Beitrag zur Christologie. Sendschreiben an Herrn Geheimrath Schelling in Berlin. Leipzig 1845. (Digitalisat)
- Der Weihnachtmorgen oder das Tintenfässchen. Eine Erzählung für Christenkinder. Vom Verfasser des „Armen Heinrich.“ Steinkopf, Stuttgart 1851. (Digitalisat der 4. Aufl.)
- Handbüchlein biblischer Alterthümer zum Verständniss der heiligen Schrift. Steinkopf, Stuttgart 1852. (Digitalisat)
- Biblische Poesieen für Kinder. Vom Verfasser des „armen Heinrich“. Steinkopf, Stuttgart 1853. (Digitalisat)
- Der Negerkönig Zamba. Eine Sklavengeschichte. Ein Seitenstück zu „Onkel Toms Hütte“. Steinkopf, Stuttgart 1853. (Digitalisat)
- Missionslieder. Vereinsbuchhandlung, Calw 1864. (Digitalisat)
- Der Negerknabe Cuff. Eine Erzählung für Christen-Kinder. Vom Verfasser des „armen Heinrich“. Steinkopf, Stuttgart 1869. (Digitalisat der 3. Aufl.)
- Tausend biblische Fragen und Antworten aus den Jugendblättern. Vereinsbuchhandlung, Calw 1878. (Digitalisat der 4. Auflage 1878)
- Geschichte von Württemberg. Hrsg. Vom Calwer Verlagsverein. 5. Aufl. Vereinsbuchhandlung, Calw/Stuttgart 1884. (Digitalisat)